# San Pier Niceto
San Pier Niceto es una localidad italiana de la provincia de Mesina, región de Sicilia, con 3.017 habitantes.

Ubicación de la ciudad de San Pier Niceto dentro de la provincia de Mesina.

## Evolución demográfica
| Gráfica de evolución demográfica de San Pier Niceto entre 1861 y 2001 |
|                                                                       |
| Fuente ISTAT - Elaboración gráfica por parte de Wikipedia             |